# União das Freguesias de Assares e Lodões
Die União das Freguesias de Assares e Lodões ist eine portugiesische Gemeinde (Freguesia) im Kreis (Concelho) Vila Flor, Distrikt Bragança, im Nordosten Portugals.

## Geschichte
Die Gemeinde entstand im Zuge der Gebietsreform vom 29. September 2013 durch die Zusammenlegung der ehemaligen Gemeinden Assares und Lodões.
Assares wurde Sitz der neuen Verwaltung.

## Demographie

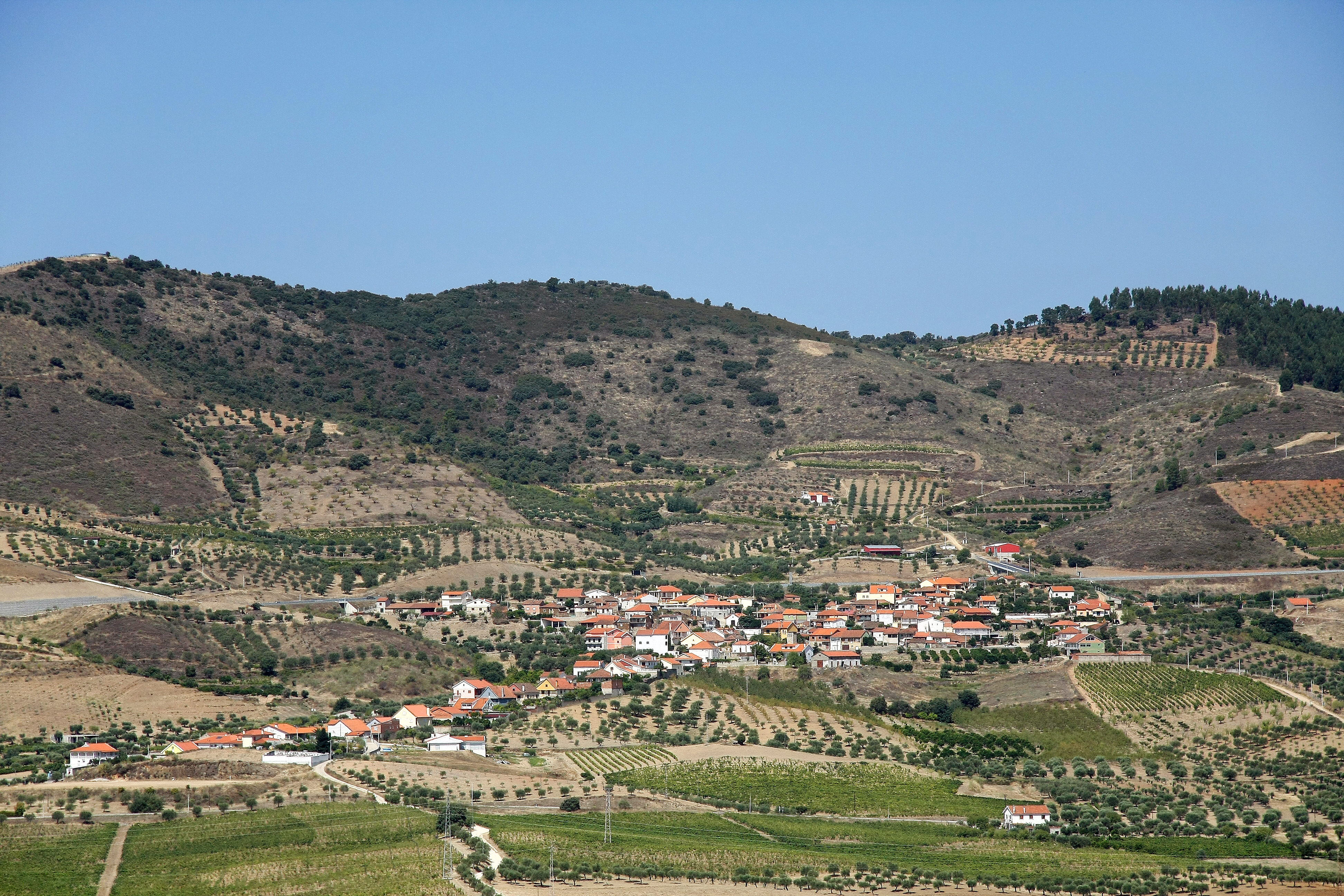
Assares

| Freguesia | Freguesia        | Freguesia | Freguesia       | ehemalige Freguesias | ehemalige Freguesias | ehemalige Freguesias | ehemalige Freguesias |
| --------- | ---------------- | --------- | --------------- | -------------------- | -------------------- | -------------------- | -------------------- |
| Wappen    | Freguesia        | Einwohner | Fläche in (km²) | Wappen               | Freguesia            | Einwohner            | Fläche in (km²)      |
|           | Assares e Lodões | 214       | 14,26           |                      | Assares              | 141                  | 3,39                 |
|           | Assares e Lodões | 214       | 14,26           | Lodões               | 98                   | 10,87                |                      |